# 엘레다 스타디온
엘레다 스타디온(스웨덴어: Eleda Stadion)은 스웨덴 말뫼에 위치한 축구 경기장이다. 현재 엘레다 그룹이 경기장의 명명권을 가지고 있어 현재의 이름을 사용하고 있으며, 상업명을 금지하는 UEFA 주관 국가 대항전에서는 말뫼 뉴 스타디움(Malmö New Stadium)으로 사용하고 있다. 과거에는 개장때부터 10년간 명명권 계약을 맺었던 스웨덴의 은행 그룹인 스베드방크의 이름을 붙여 스베드방크 스타디온으로 불렸다.
2009년에 개장했으며 말뫼 FF의 홈구장으로 사용되고 있다. 리그 경기 시에는 24,000명(18,000석)을 수용할 수 있고 국제 경기 시에는 21,000명(전 좌석)을 수용할 수 있다. 로순다 스타디온에 이어 스웨덴에서 두 번째로 큰 축구 경기장이다.